# 同門
《同門》是2009年上映的香港黑社會電影。邱禮濤編劇、導演，余文樂、江若琳、杜汶澤主演。

## 劇情
午夜的南區，龍蛇混雜，聲色犬馬，由五大話事人Jimmy（潘源良），咖啡（黃貫中），木星（陳子聰），沙紙（恭碩良）與文拯（梁俊一）所掌管地下秩序。Jimmy妻子張樺（蔡少芬）善於理財與管理，使社團財雄勢大，安穩太平，話事人各自統領自己的土地，互不干涉。某夜，Jimmy被人伏擊，生死未卜，張樺安排保鑣伍寶（余文樂）暫代話事人，並命他抽出重創Jimmy的真兇。伍寶代替Jimmy，惹起幫派老二黑水（杜汶澤）及其餘四大話事人不滿。各人一直覬覦龍頭寶座，一場同門內訌一觸即發。

## 演员
| 演员   | 角色     | 备注 |
| 余文樂 | 伍寶     | 獨來獨往的金牌打手，代理堂主，Jimmy的近身及頭馬，張樺心腹。五年前曾經為Jimmy擋槍，Jimmy出事後四處找尋真兇。                                                             |
| 江若琳 | 阿Ling   | 酒樓接待員，喜歡伍寶。 |
| 杜汶澤 | 黑水     | 副堂主，Jimmy 的頭馬，Jimmy堂口副首，為人暴戾衝動但有勇有謀，是四大堂主懼怕及排斥對象，是個危險人物。伍寶上台後心懷不滿，一方面威迫伍實宣戰，一方面煽動四大堂口之不和。 |
| 蔡少芬 | 張樺     | Jimmy 的妻子，在追查Jimmy被槍擊一事上一直在台灣幕後操控 |
| 恭碩良 | 沙紙     | 堂主，與黑水不和，為人衝動兇狠。Jimmy被槍擊一事令其生意大受損失。 |
| 陳子聰 | 木星     | 堂主，五大堂主中較為和善。 |
| 黃貫中 | 咖啡     | 堂主，為人圓滑世故，好色成癮，欲拉攏伍寶不果，與黑水不和 |
| 梁俊一 | 文拯     | 堂主，鴨仔契仔，後接任為堂主，年紀為五人最輕 |
| 阮民安 | 陳輝     | Jimmy/伍寶手下 ，小頭目，手下眾多 |
| 惠天賜 | 戴先生   | 五大堂主的坐館 / 老闆，在各個堂口安排心腹監視。 |
| 馮克安 | 蚊叔     | 叔父，戴生助手 |
| 官恩娜 | 臥底     | 假扮電單車車手 |
| 黃栢文 | 高級警司 | 張樺的上司 |
| 潘源良 | Jimmy    | 堂主，張樺之夫，五大堂主中勢力最大，被人買兇槍殺 |
| 戴夢夢 | 樂樂     | 妓女，阿 Ling 的好友，咖啡的情人 |
| 羅禮賢 | 鴨仔     | 前堂主，文拯之老大 |

## 獎項
| 頒獎典禮                   | 獎項       | 名單           | 結果 |
| -------------------------- | ---------- | -------------- | ---- |
| 第16屆香港電影評論學會大獎 | 最佳編劇   | 邱禮濤、田彥二 | 提名 |
| 第16屆香港電影評論學會大獎 | 最佳女演員 | 蔡少芬         | 提名 |

## 外部連結
- 開眼電影網上《同門》的資料（繁體中文）
- 香港影庫上《同門》的資料（繁體中文）
- 时光网上《同門》的資料（简体中文）
- 豆瓣电影上《同門》的資料 （简体中文）
- 爛番茄上《同門》的資料（英文）
- 互联网电影数据库（IMDb）上《同門》的资料（英文）